# Grove City (Minnesota)
Grove City es una ciudad ubicada en el condado de Meeker, Minnesota, Estados Unidos. Según el censo de 2020, tiene una población de 624 habitantes.

## Geografía
Grove City se encuentra ubicada en las coordenadas 45°8′54″N 94°40′55″O / 45.14833, -94.68194. Según la Oficina del Censo de los Estados Unidos, Grove City tiene una superficie total de 1.90 km², de la cual 1.77 km² corresponden a tierra firme y 0.13 km² es agua.

## Demografía
Según el censo de 2010, había 635 personas residiendo en Grove City. La densidad de población era de 332,67 hab./km². De los 635 habitantes, Grove City estaba compuesto por el 97.01% blancos, el 0.94% eran afroamericanos, el 0.16% eran amerindios, el 0.31% eran asiáticos, el 0% eran isleños del Pacífico, el 0.16% eran de otras razas y el 1.42% pertenecían a dos o más razas. Del total de la población el 2.83% eran hispanos o latinos de cualquier raza.